# Буковець (Чарнковсько-Тшцянецький повіт)
Буковець (пол. Bukowiec, нім. Buchwerder) — село в Польщі, у гміні Чарнкув Чарнковсько-Тшцянецького повіту Великопольського воєводства.
Населення — 207 осіб (2011).
У 1975-1998 роках село належало до Пільського воєводства.

## Демографія
Демографічна структура станом на 31 березня 2011 року:
|          | Загалом | Допрацездатний вік | Працездатний вік | Постпрацездатний вік |
| -------- | ------- | ------------------ | ---------------- | -------------------- |
| Чоловіки | 108     | 26                 | 73               | 9                    |
| Жінки    | 99      | 24                 | 55               | 20                   |
| Разом    | 207     | 50                 | 128              | 29                   |